# Mariano Laurenti
Mariano Laurenti (Roma, 15 de abril de 1929 - Gubbio, 6 de janeiro de 2022) foi um cineasta e roteirista italiano.

## Filmografia Parcial
- Il vostro superagente Flit (1967)
- I ragazzi di Bandiera Gialla (1967)
- Una ragazza tutta d'oro (1967)
- Zingara (1969)
- Cerca di capirmi (1970)
- I due maghi del pallone (1970)
- Satiricosissimo (1970)
- I due assi del guantone (1971)
- Ma che musica maestro! (1971)
- Mazzabubù... Quante corna stanno quaggiù? (1971)
- Quel gran pezzo dell'Ubalda tutta nuda e tutta calda (1972)
- Continuavano a chiamarli i due piloti più matti del mondo (1972 também montagem)
- La bella Antonia, prima monica e poi dimonia (1972)
- Il figlioccio del padrino (1973)
- Patroclooo! E il soldato Camillone, grande grosso e frescone (1973)
- Furto di sera bel colpo si spera (1974)
- La vedova inconsolabile ringrazia quanti la consolarono (1974)
- Il sogno di Zorro (1975)
- Il sergente Rompiglioni diventa... caporale (1975)
- Classe mista (1975)
- Il vizio di famiglia (1975)
- L'affittacamere (1976)
- La segretaria privata di mio padre (1976)
- La compagna di banco (1977)
- Per amore di Poppea (1977)
- L'insegnante va in collegio (1978)
- La liceale nella classe dei ripetenti (1978)
- L'infermiera di notte (1979)
- La liceale seduce i professori (1979)
- L'infermiera nella corsia dei militari (1979)
- La ripetente fa l'occhietto al preside (1980)
- La settimana bianca (1980)
- La settimana al mare (1980)
- L'onorevole con l'amante sotto il letto (1981)
- Una vacanza del cactus (1981)
- Si ringrazia la regione Puglia per averci fornito i milanesi (1982)
- La sai l'ultima sui matti? (1982)
- Il sommergibile più pazzo del mondo (1982)
- Due strani papà (1983)
- Un jeans e una maglietta (1983)
- La discoteca (1983)
- Uno scugnizzo a New York (1984)
- Carabinieri si nasce (1985)
- Popcorn e patatine (1985)
- Fotoromanzo (1986)
- Pierino torna a scuola (1990)
- Attenti a noi due (1993)
- Chiavi in mano (1995)
- Pazzo d'amore (1999)
- Vacanze sulla neve (1999)